# Jashpur Nagar
Jashpur Nagar är en stad i nordöstra delen av den indiska delstaten Chhattisgarh, och är huvudort för distriktet Jashpur. Folkmängden uppgick till 25 422 invånare vid folkräkningen 2011, med förorter 28 301 invånare.